# Arado SD I
Arado SD I – niemiecki samolot myśliwski zaprojektowany i zbudowany w wytwórni Arado Flugzeugwerke po zakończeniu I wojny światowej. Seryjne samoloty miały pełnić rolę jednoosobowych myśliwców obrony kraju.

## Historia
W 1926 roku poluzowano ograniczenia nałożone na niemieckie lotnictwo wynikające z postanowień traktatu wersalskiego. W odpowiedzi na nowe postanowienia, Kurt Student, szef Lotniczego Referatu Rozwoju przy Armijnym Urzędzie Uzbrojenia (niem. Fliegertechnisches Entwicklungsreferat im Heereswaffenamt) polecił rozpocząć przygotowania do realizacji czterech tajnych programów samolotów bojowych różnych typów, które miały stać się podstawą sił powietrznych Reichswehry. Projekty obejmowały Heimatjagdeinsitzer, kryptonim Heitag, którym miał być jednomiejscowy samolot myśliwski obrony kraju. Erkundungs flugzeug für Divisionsnahaufklärungsstaffeln, kryptonim Erkudista, zwiadowczy samolot dla dywizyjnych eskadr rozpoznawczych. Nachtjagd- und Erkundungsflugzeug kryptonim Najaku - myśliwiec nocny i maszyna zwiadowcza oraz Erkundungsflugzeug für mittlere Höhen und größte Entfernungen, kryptonim Erkunigros, maszyna zwiadowcza charakteryzująca się dalekim zasięgiem i średnim pułapem. Arado Flugzeugwerke postanowiła zaprojektować maszynę w ramach projektu Heitag, jednoosobowy myśliwiec obrony kraju.
Opierając się na doświadczeniach i rozwiązaniach zastosowanych w samolotach Fokker D.VII i Fokker D.XIII zaprojektowano i zbudowano dwa, samoloty prototypowe. Pierwszy z nich oblatano 11 października 1927 roku. Niestety podczas lotów testowych, okazało się, że właściwości lotne i pilotażowe samolotu, w lotach przy niskich prędkościach pozostawiają wiele do życzenia. Problemy związane były z rozmiarami całej konstrukcji, niewielkiej powierzchni usterzenia pionowego i za krótkim ogonem maszyny. Producent został zobowiązany do wprowadzenia niezbędnych modyfikacji, które zmaterializowały się w projekcie Arado SD II.

## Konstrukcja
Dwupłatowa, jednomiejscowa maszyna bazowała na rozwiązaniach użytych przy budowie samolotów Fokker D.VII i Fokker D.XIII. Kadłub o konstrukcji ze stalowych rur pokryty był w przedniej części duralową blachą a w tylnej płótnem. Wolnonośne, drewniane skrzydła pokryte sklejką. Płaty połączono zastrzałami w kształcie litery V, bez dodatkowych naciągów. Maszyna napędzana była 9-cylindrowym, chłodzonym powietrzem silnikiem gwiazdowym Bristol Jupiter VI. Uzbrojenie stanowiły dwa stałe karabiny maszynowe MG08/15 kalibru 7,92 mm strzelające przez krąg śmigła. Podwozie stałe z płozą ogonową.